# 翁瑞迪
翁瑞迪（1982年6月11日—），藝名阿本，台灣演員及主持人，綜藝節目《模范棒棒堂》出身。畢業於銘傳大學傳播學院、國立政治大學廣播電視學系研究所。2013年宣佈簽約新東家多曼尼製作公司。2016年接受訪問表示已經決定轉往幕後發展；一路升職至數字王國台灣區總經理。2024年因為工作壓力和身體健康理由，離職數字王國，重投娛樂圈。
阿本出道前後於《18禁不禁》、《黑糖群俠傳》等戲劇中均有擔綱演出，亦曾於電影《愛到底》中飾演其中一角。《模范棒棒堂》節目結束後，阿本主力往主持及戲劇方面發展，曾於八大綜合台與蝴蝶姐姐共同主持節目《蝴蝶蝴蝶生ㄉ真美麗》以及緯來綜合台《姊妹淘心話》擔當節目主持，合作藝人包括陶子及納豆。除固定節目主持外，阿本亦偶於不同節目作非固定或嘉賓主持。除此之外亦有擔任活動主持人及演出戲劇作品如《愛上巧克力》及《萌學園》等。

## 生平

### 出道前
阿本在《模范棒棒堂》節目中有「數來寶大師」之稱，也是唯一以RAP作為才藝的成員。由於他的RAP技術大幅進步，得到劉德華、陶喆等藝人在節目中點名稱讚。另外，他在節目的競賽單元中常常摔倒或受傷，因而被冠以「災難王」的稱號。
在《模范棒棒堂》啟播初期，他曾因為形象偏向女性化而遭抨擊；於是將錯就錯在節目中成立「公主幫」 並擔任總召（團員包括副召小濱及多多）。此舉反替他成功樹立個人風格，也令「公主幫」成為節目中不可或缺的招牌之一。 
在所有棒棒堂男孩當中，阿本是擁有最高學歷的男孩之一（另一人為ELMO，學歷均為碩士），以及為首代成員中英文水準最高的成員。

### 出道經過
他在入行前曾兼職電視台助理，也曾分別成為《超級兩代電力公司》、《今晚哪裡有問題?》、《我猜我猜我猜猜猜》及《我愛黑澀會》等節目的來賓。入行前，他的理想是從事幕後工作力捧新人；加入《模范棒棒堂》節目後，改以成為成功的幕前藝人為目標。
憑著《模范棒棒堂》節目及偶像劇《18禁不禁》中的亮眼表現，人氣直逼Lollipop棒棒堂六子，在2007年7月成功以獨立身份出道，簽約Channel V成旗下藝人。
其後《模范棒棒堂》節目內要選出二軍出道，製作單位將Lollipop棒棒堂六人以外的十四位男孩（通稱「模范14棒」）平均分為兩組，由阿本與Terry各自擔任組長一職。阿本組隊員包括：阿本、小馬（簡翔棋）、毛弟（邱翊橙）、小濱（詹繕澤）、野獸（韋佳宏）、翰獎（王勇翰）、多多（何杰），稱為「公主幫」。兩組進行不同項目的PK賽，藉以挑選出二軍人選。雖然阿本於名義上已為出道藝人，但經過二軍選戰後，阿本於2008年5月23日的《模范棒棒堂》節目上，被選為二軍成員，由獨立藝人變成團體藝人，並與毛弟、野獸、翰獎、小馬繼續以「公主幫」的名義推出EP。
而於2008年8月13日在《模范棒棒堂》節目中錄影時，阿本被選中為棒棒堂二軍成員之一，其入選是因為本已為簽約出道藝人，而且頂著政大碩士班的學位的他，在節目、唱片與偶像劇上均有精彩表現，且一直都是指標性的人氣底迪。為Choc7（前名模范七棒）團長。

### 幕後發展
2016年《時報週刊》報導，阿本表示已經決定轉往幕後發展，在製作公司當一名上班族，曾擔任《聶小倩》（2016）的編劇群中之一。
2022年尾阿本在《小姐不熙娣》節目中談及進入數字王國後從Project Manager做起，一直至升任為現時的台灣區總經理。
2022年11月15日在《嗨！營業中》節目中復出。
2024年11月1日在日本BL劇《霸道黑幫與膽小社畜-超越國界的愛-》feat日本男星KARUMA，手機APP《日本短劇電影無限看-mov》熱播中。同年12月13日發行單曲<戀習>，為BL劇《霸道黑幫與膽小社畜-超越國界的愛-》主題曲。

2025年7月26日在《嗨！營業中第5季》小幫手

## 音樂作品

### 唱片
| 發行日期   | 發行公司 | 作品名稱                | 曲目                                                   |
| ---------- | -------- | ----------------------- | ------------------------------------------------------ |
| 2007-05-15 | 種子音樂 | 18禁不禁 《影音全紀錄》 | 《甜甜圈》 與黑Girl的小薰合唱，並擔任RAP部份的填詞工作 |

### 單曲
| 發行年份  | 作品名稱       | 合作藝人/備註                                              |
| --------- | -------------- | ---------------------------------------------------------- |
| 2011年8月 | 《早安超毛星》 | 超毛星Choobies主打歌                                       |
| 2012年8月 | 《Magic Love》 | 萌學園4時空戰役主題曲 與林奕勳、劉書宏、鮪魚、吳沛寧等合唱 |

## 影視作品

### 电视剧
| 年份   | 劇名                                     | 播出頻道             | 角色                       | 性質                |
| ------ | ---------------------------------------- | -------------------- | -------------------------- | ------------------- |
| 2007年 | 《18禁不禁》                             | 中視、八大綜合台     | 趙智傑                     | 男主角              |
| 2008年 | 《黑糖群俠傳》                           | 衛視中文台           | 韋曉寶                     | 第三男主角          |
| 2010年 | 《死神少女》                             | 公共電視台           | 小侖（何緯侖）             | 單元主角            |
| 2010年 | 《萌學園2聖戰再起》                      | 東森幼幼台           | 易容後的藍寶               | 第三男主角          |
| 2011年 | 《萌學園3魔法號令》                      | 東森幼幼台           | 歐趴                       | 第三男主角          |
| 2012年 | 《愛上巧克力》                           | 三立都會台           | 洪希平                     | 男配角              |
| 2012年 | 《美人龍湯》                             | 民視、八大綜合台     | 阿倫                       | 男配角              |
| 2012年 | 《萌學園4時空戰役》                      | 東森幼幼台           | 歐趴                       | 第三男主角          |
| 2013年 | 《萌學園5異界對決》                      | 東森幼幼台           | 歐趴                       | 男主角／編劇        |
| 2014年 | 《上流俗女》                             | 浙江衛視             | 阿布                       | 客串                |
| 2014年 | 《萌學園6復活之戰》                      | 東森幼幼台           | 歐趴、阿諾                 | 第三男主角 反派角色 |
| 2015年 | 《新世界》                               | 台視                 | 小何（何振飛）             | 男配角              |
| 2015年 | 《孤獨的美食家》                         | 優酷/土豆網/天貓魔盒 | 年輕時期的伍郎             | 客串                |
| 2015年 | 《天若有情》                             | 台視                 | 張敏龍(小張)/羅建平/沈永新 | 男配角              |
| 2016年 | 《海海人生》                             | 華視                 | 徐海默                     | 男配角              |
| 2024年 | BL劇《霸道黑幫與膽小社畜-超越國界的愛-》 | 日本短劇無限看-mov   |                            | 男主角              |
| 2025年 | 《好運來》                               | 民視                 | 阿本                       |                     |

### 電影
| 年份   | 電影名稱             | 角色                   | 備註     |
| ------ | -------------------- | ---------------------- | -------- |
| 2009年 | 《愛到底》           | 曾完美、第六號瀏海男孩 |          |
| 2013年 | 《明天記得愛上我》   | James                  |          |
| 2014年 | 《便利人生》         | 客串演出               | 客串演出 |
| 2016年 | 《萌學園之尋找磐古》 | 歐趴                   | 主要演員 |

## 书籍作品

### 著作
- MY LOHAS
  - 《嘗鮮菜》（美型男）
- 《新Monday》雜誌
  - 429期-439期 -《本團長》專欄

- 東森電視
  - 《萌學園》(第五季：異界對決) 擔任編劇

- 公視
  - 《失憶證》 參與前期企劃、編劇

- 中視/衛視中文台
  - 《聶小倩》 編劇

## 節目主持

### 电视节目
- Channel V
  - 《青春全員集合》主持人（2011年1月24日－2011年4月20日）
  - 《我愛黑澀棒棒堂》主持人（2009年10月12日－2011年2月3日）
  - 《模范棒棒堂》成員（2006年8月17日至2008年8月29日，2009年3月－2009年7月30日）
  - 第二屆《模范棒棒堂》助教（2008年9月1日至2009年2月27日）
  - 《我愛黑澀會》助教（2007年至2008年）
  - 《VJ普普風》主持
  - 《[V]NEWS》主持
  - 《流行In House》節目錄影
  - 《LOLLIPOP哪裡怕》代班主持
  - 《無敵青春克》嘉賓及外景主持
  - 《哪裡5打抗》節目錄影
  - 《Welcome外星人》節目錄影
  - 《娛樂NP3》主持
  - 《特別獻禮》第一屆音樂飆榜華語十大金曲
  - 《音樂這個讚》嘉賓及主持
  - 《就是愛JK》特派主持
- 八大綜合台
  - 《娛樂百分百》代班主持
  - 《蝴蝶蝴蝶生ㄉ真美麗》節目主持
- 緯來綜合台
  - 《天黑請閉眼》代班主持
  - 《姊妹淘心話》節目主持
- 華娛衛視
  - 《KKBOX音乐互聯》代班主持
- 年代電視

《校花來了》節目主持

### 活動

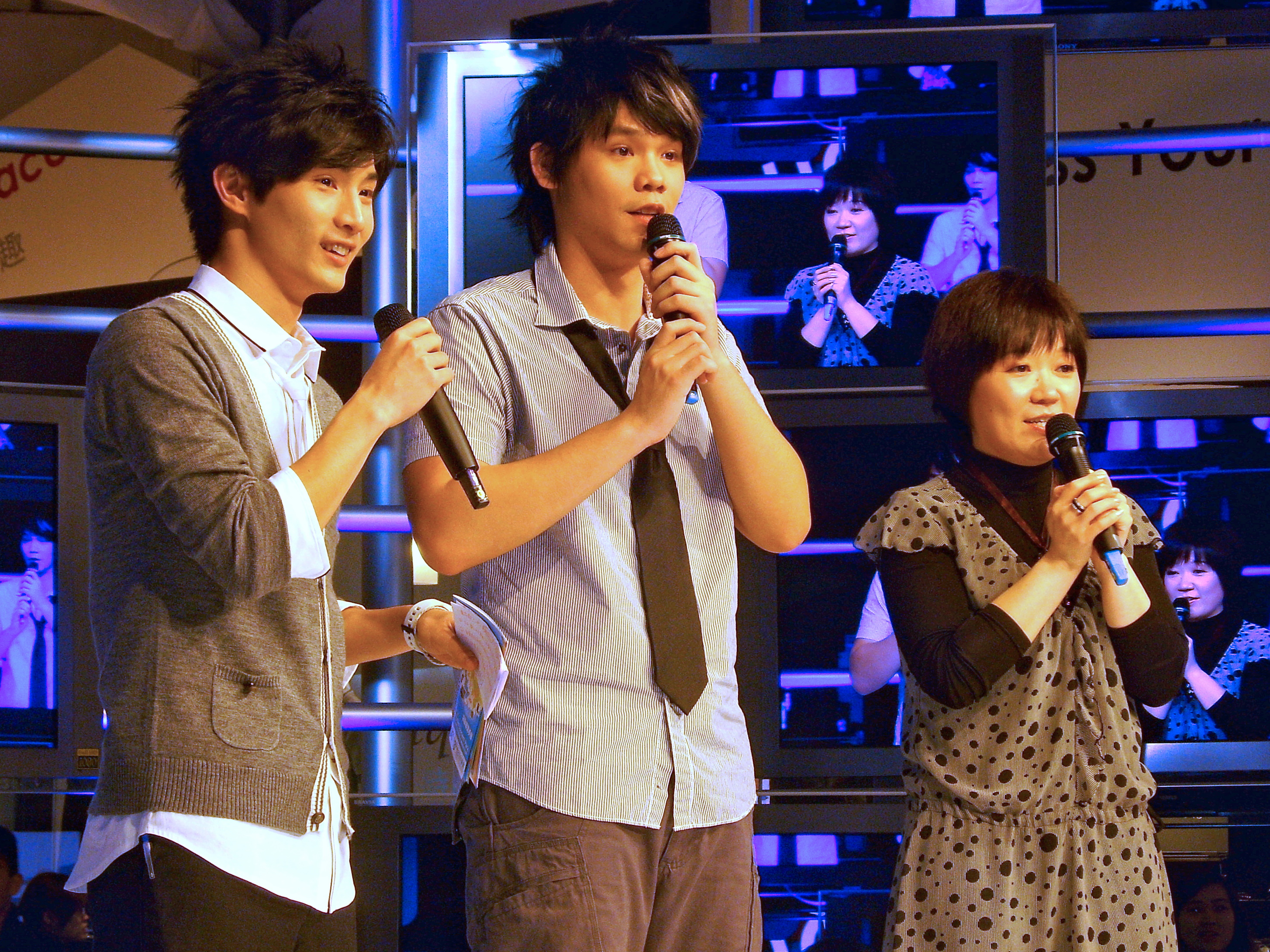
Sony Fair 2008小型演唱會，阿本（左）為主持人之一。

- Sony Fair @ Taiwan '08
  - 4月4日及4月5日 - 《Sony Concert迷你演唱會》主持人
- 全球華語榜中榜暨亞洲影響力大典 '10
  - 3月28日 - 《第十四屆紅毯》主持人（與小薰、丫頭、林楊、溫雅、阿薩、袁莉、劉鈞共同主持）
- 戲劇記者會 '10
  - 6月20日 - 《我和我的兄弟·恩》開鏡記者會主持人
- 校園演唱會 '10
  - 10月30日 - 《台北大學校慶台啤青勢力愛心演唱會》活動主持人

《政治大學校慶晚會》活動主持人
2017年偶像組合易安音樂社團綜《易安放學後》 主持人

## 公益活動、時尚活動出席
- 2022年 6/26 音樂劇"獅子王"feat 吳映潔
- 2023年 10/5 NAZO香氛品牌台中新光三越一日店長 feat 吳映潔
- 2023年 Taipei時裝周show開幕, wangliling show
- 2023年 11/11 蝦皮直播大使